# Ormetica albimaculifera
Ormetica albimaculifera là một loài bướm đêm thuộc phân họ Arctiinae, họ Erebidae.